# آرچانا سوسیلان
آرچانا سوسیلان (به انگلیسی: Archana Suseelan) (زاده ۶ اکتبر ۱۹۸۹) مدل و بازیگر هندی است.
از کارهای معروف او می‌توان به بازی در فیلم‌های سلطان، ضربه چپ و راست، خدا را شکر و کابوی اشاره کرد.